# My Girl (chanson de Madness)
Pour les articles homonymes, voir My Girl.

My Girl est un titre extrait de l'album One Step Beyond... de Madness, sorti en 1979. 
À l'origine ce morceau était chanté par Mike Barson, le clavier, et s'intitulait New Song. Le single s'est classé n°3 en Grande-Bretagne. La video a été tournée au « Dublin Castle », un pub irlandais du quartier de Camden Town à Londres. Tracey Ullman a repris la chanson sous le titre My Guy's Mad At Me en 1984.

## Liste des titres
- 7" single

1. My Girl - 2:41
2. Stepping Into Line - 2:16

- 12" single

1. My Girl - 2:41
2. Stepping Into Line - 2:16
3. In the Rain - 2:44